# Оптический кросс
Опти́ческий кро́сс — устройство для разъёмного соединения оконцованного многоволоконного оптического кабеля и оптических шнуров с помощью специальных розеток. Оптические кроссы изготавливаются двух видов: рэковые (для установки в коммутационные шкафы и телекоммуникационные стойки) и настенные. Также известно название «оптическая коробка», «оптическая панель», «оптический шкаф» и «оптический бокс».

## Рэковые (стоечные) кроссы
Рэковый кросс — это металлическая коробка с кронштейнами, имеющая на задней части кабельные вводы, а на передней (съёмной лицевой панели) гнёзда под оптические розетки, со сплайс-пластиной внутри. Как правило, рэковые кроссы выпускаются серией, в которой различные исполнения отличаются от базового этажностью — 1U, 2U, 3U (измеряется в юнитах — unit). Высота такого «этажа» — юнита составляет 44,45 мм и обусловлена шагом соединительных отверстий в шкафах и стойках. Наибольшее распространение получили 19-дюймовые рэковые кроссы, в ряде случаев они комплектуются сменными кронштейнами для установки в 23-дюймовые и метрические шкафы и стойки. Используются для современных телекомуникационных шкафах с сетью FTTB либо HFC.

## Настенные кроссы
Настенные кроссы — устанавливаемая на стену металлическая (реже пластмассовая) коробка, снабженная дверцей (или несколькими), замком, унифицированными или специальными сплайс-пластинами, кабельными держателями. Выпускаются настенные кроссы на 16, 24, 32, 48, 72 порта (а иногда и с большим числом портов), с различными типами пыле- и влагозащиты. Такие кроссы могут иметь верхнее и нижнее расположение кабельных вводов. Как правило, настенный кросс делится розеточным модулем на две части: в одной расположены сплайс-пластины, вторая предназначена для жгута оптических шнуров. Используются для сетей PON либо FTTH.